# Raymon Gaddis
Raymon Gaddis (Indianápolis, Indiana, Estados Unidos; 13 de enero de 1990) es un futbolista estadounidense. Juega como defensa.

## Clubes
| Club               | País           | Año         |
| ------------------ | -------------- | ----------- |
| Reading United     | Estados Unidos | 2010 - 2012 |
| Philadelphia Union | Estados Unidos | 2012 - 2020 |
| FC Cincinnati      | Estados Unidos | 2022 - 2023 |